# Let Yourself Go
"Let Yourself Go" is de laatste single uitgebracht door de Amerikaanse meidengroep The Supremes. Het is afkomstig van hun album "Mary, Scherrie & Susaye". Het nummer was een van de minst succesvolle van de groep met geen notitie op de poplijst en slechts een #83 positie op de R&B lijst. Leadzangeres op "Let Yourself Go" is Scherrie Payne en op de B-kant, "You Are The Heart Of Me", Mary Wilson.

## Bezetting
- Lead: Scherrie Payne
- Achtergrondzangeressen: Mary Wilson en Susaye Greene
- Schrijvers: Eddie Holland en Brian Holland
- Productie: Brian Holland